# Lepidiolamprologus nkambae
Lepidiolamprologus nkambae är en fiskart som först beskrevs av Staeck, 1978.  Lepidiolamprologus nkambae ingår i släktet Lepidiolamprologus och familjen Cichlidae. IUCN kategoriserar arten globalt som otillräckligt studerad. Inga underarter finns listade i Catalogue of Life.